# Бойе, Маме Мадиор
Маме Мадиор Бойе (фр. Mame Madior Boye; род. 7 декабря 1940) — сенегальский политик и юристка, первая женщина-премьер-министр Сенегала.

## Биография
Родилась в семье юристов в Сен-Луи, как и три её брата Маме получила юридическое образование в Дакаре и Париже. Затем работала в управлении юстиции Сенегала. Занимала должности заместителя прокурора, судьи и первого вице-президента регионального суда первого класса, а также президента палаты апелляционного суда. Бойе является основателем Ассоциации юристов Сенегала, также она являлась её первым президентом в 1975—1990 годах. В 1978—1998 годах Бойе занимала должность вице-президента Международной федерации женщин-юристов. В период президентства Абду Диуфа Бойе неоднократно предлагали высокие должности, но она каждый раз отказывалась.
После победы в 2000 году на президентских выборах Абдулая Вада Бойе в апреле того же года была назначена министром юстиции. Вскоре между президентом и премьер-министром возник конфликт и последний ушёл с поста. 3 марта 2001 года президент Абдулай Вад назначил Маме Бойе новым премьер-министром. Через два месяца после её назначения должны были состояться парламентские выборы, перед которыми более 30 непартийных женских организаций организовали кампанию, в ходе которой требовали увеличить количество женщин в правительстве. Это могло стать одной из причин назначения Бойе, которая на тот момент была беспартийной. В результате парламентских выборов Вад получил большинство — 89 мест из 120.
4 ноября 2002 года правительство, возглавляемое Бойе, было распущено, а сама она снята с поста премьер-министра. Причиной отставки могли стать заявления Бойе, сделанные относительно кораблекрушения суда «Джула», в результате которого погибло 1863 человек.
12 сентября 2008 года французский судья выдал ордер на арест Бойе в рамках расследования дела о кораблекрушении судна «Джула». Правительство Сенегала отвергло требование о её выдаче и в свою очередь возбудило в отношении судьи, выдавшего ордер.. В июне 2009 года Апелляционный суд Парижа аннулировал ордер на арест Бойе.